# Peter IV Rareș
Peter IV Rareș (Roemeens: Petru Rareș) (overleden op 3 september 1546) was woiwode van het vorstendom Moldavië. Hij werd in de jaren 1480 geboren als een onwettige zoon van Stefanus de Grote van Moldavië.
Peter werd voor het eerst prins van Moldavië in 1527 en toonde zich een ambitieus heerser die de verloren glorie van het rijk onder zijn vader probeerde te herstellen. 
Op politiek gebied werd Moldavië vanuit verschillende hoeken bedreigd en de grootste dreiging kwam vanuit het Ottomaanse Rijk. Om hiertegen het hoofd te bieden probeerde Peter binnenlands de orde te herstellen en de privileges van de rivaliserende bojaren in te perken. Hij werd hierin bijgestaan door de kerk, die ook een feodale anarchie vreesde.
Op cultureel gebied luidde zijn heerschappij ook een nieuw bloei in, met de stichting en heropbouw van verschillende kloosters en kerken en de uitbouw van een schilderschool in Suceava. Op gebied van architectuur en schilderkunst werd er teruggegrepen naar de Moldavische middeleeuwse traditie maar stond men ook open voor de invloeden van de Renaissance die binnendrongen vanuit Transsylvanië.
In 1538 moest Peter onder druk van de Ottomanen en verraden door de Moldavische bojaren afstand doen van zijn troon. Hij werd echter opnieuw woiwode in 1541 en zette zijn programma van politiek en cultureel herstel verder. 
Hij stierf in 1546 en werd begraven in de prinselijke necropool in de kerk van het Probotaklooster.